# Жуан Марінью Нето
Жуан Марінью Нето (порт. João Marinho Netoнар. 5 жовтня 1912, Марангуапі, Сеара) — бразильський довгожитель, чий вік підтверджений Групою геронтологічних досліджень (GRG), Книгою рекордів Гіннеса (GWR) та Групою LongeviQuest (LQ). Наразі він є найстарішим живим чоловіком в Бразилії та Південній Америці. 25 листопада 2024 року після смерті Джона Тінісвуда став найстарішим живим чоловіком у світі. Він входить до 40 найстаріших підтверджених чоловіків у світі. Його вік становить 112 років, 314 днів.

## Біографія
Марінью Нето народився Марангуапі, штат Сеара, 5 жовтня 1912 року у сім'ї фермера. У дитинстві він разом із усією родиною переїхав до Апуяреса. Протягом чотирьох років життя там він допомагав батькові та його працівникам на фермі. Крім догляду за худобою, він також вирощував плодові дерева, такі як Ziziphus joazeiro, винайшовши гак, зроблений з гілки, щоб захистити плоди. Працював фермером до виходу на пенсію наприкінці 1970-х років. Стійко переносив різні труднощі, такі як сильні посухи, що обрушувалися на район протягом десятиліть.
Марінью Нето був одружений на Жозефі Албану дус Сантус, у пари народилися семеро дітей.
Станом на листопад 2024 року Марінью Нето проживає в місті Апуярес. Серед його нащадків — 6 дітей, 22 внуки, 25 правнуків та 3 праправнуки. Його вік становить 112 років, 314 днів.

## Рекорди довгожителя
- 26 листопада 2022 року Марінью став найстарішим живим чоловіком в Бразилії після смерті 111-річного Віржілію Медейруса.
- 29 червня 2024 року став 2-м найстарішим живим чоловіком у світі після смерті 112-річного Ши Піна з Китаю.
- 25 листопада 2024 року, після смерті 112-річного Джона Тінісвуда з Великобританії, Маріньо Нето став найстарішим живим чоловіком у світі та останнім нині живим чоловіком, який народився в 1912 році.
- 26 квітня 2025 року, після смерті 115-річної японської довгожительки Окагі Хаясі, став 30-ю найстарішою живою людиною людиною у світі.